# Frode Haraldsson
Frode (Fróði) Haraldsson (n. 891 - m. 938) príncipe de Noruega en el siglo X, hijo de Harald I y Gyda Eiriksdottir de Hordaland. Participó en la conquista de Inglaterra y fue uno de los caudillos vikingos responsables de la posterior colonización (nórdico antiguo: Landnámsmaður) de Irlanda. Murió en el reino de Dublín.